# La Guerre secrète de Lisa Simpson
La Guerre secrète de Lisa Simpson (The Secret War of Lisa Simpson) est le 25e épisode de la saison 8 de la série télévisée d'animation Les Simpson.

## Synopsis
Pendant une visite du commissariat, Bart empile des mégaphones et fait résonner un bruit horrible qui entraîne des destructions massives dans tout Springfield. Homer et Marge décident alors d'envoyer Bart dans une Académie militaire pour le remettre dans le droit chemin.
Lisa, séduite par la présentation de l'école qui est faite  à la famille, exige d'être également inscrite dans cette Académie. Seul Bart est accepté par les autres élèves et Lisa est rejetée. Bart essaye donc de consoler Lisa. La fin de l'année approche et les deux enfants doivent passer une épreuve très difficile. Bart va entraîner Lisa pour qu'elle arrive à faire cette épreuve.

## Guest Star
- Willem Dafoe (le commandant)